# Братська могила радянських воїнів (Кривий Ріг)
Братська могила знаходиться у Металургійному (Дзержинському) районі Кривого Рогу навпроти будівлі кінотеатру «Космос», у сквері 60-річчя Перемоги. Має під'їзд з боку вулиці Вадима Гурова (Постишева). Автори пам'ятника: архітектор Семен Лазарович Куклинський, скульптор Анатолій Іванович Ярошенко.

## Передісторія
У братській могилі поховані військовослужбовці 46-ї армії Третього Українського фронту, які загинули при визволенні міста в лютому 1944 р.

## Скульптурна композиція

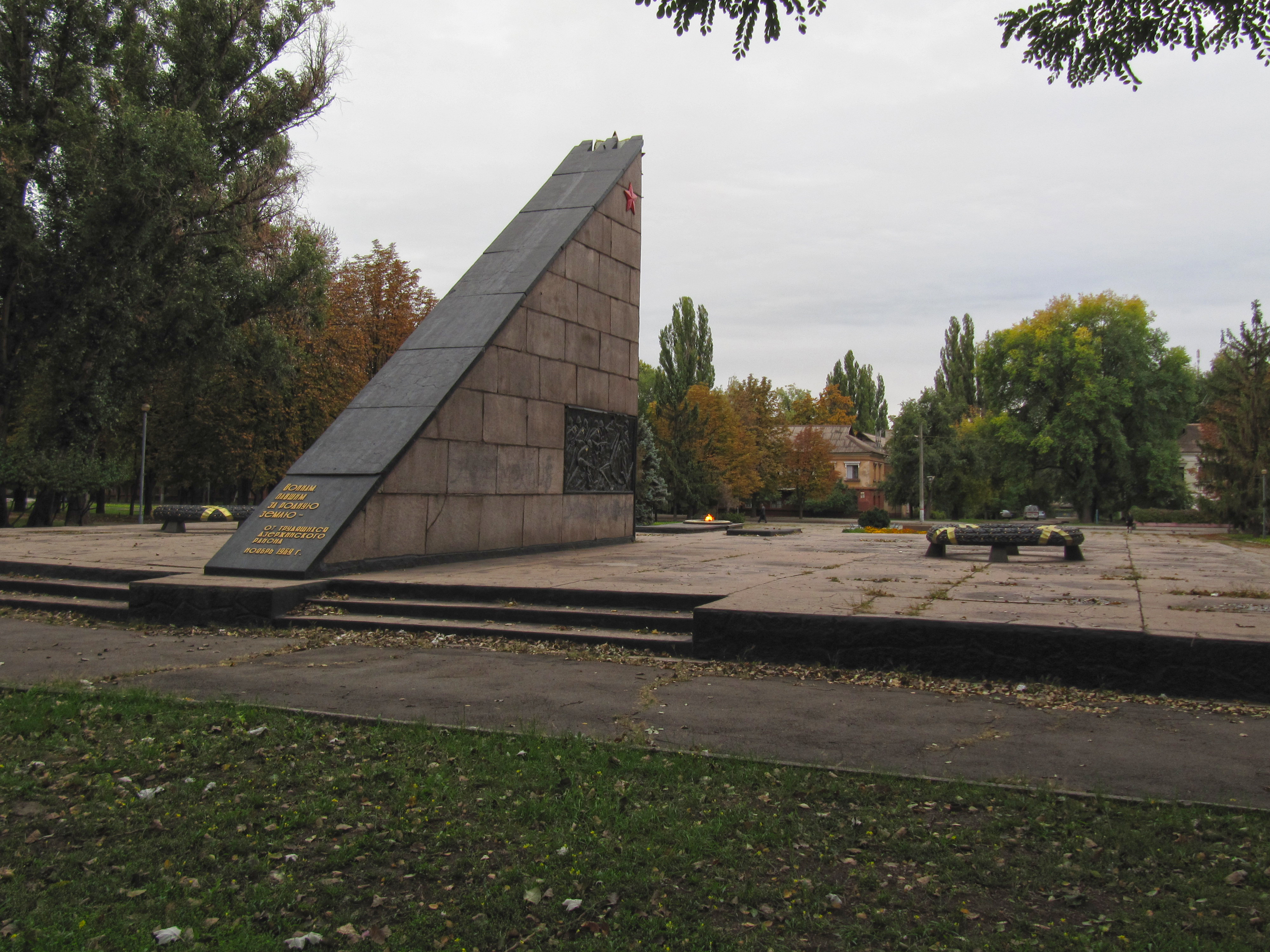

06.11.1969 року відбулося відкриття пам'ятника — гранітної стели (висота 7,5 м, довжина — 10,90 м, ширина — 1,55 м) у вигляді 3-х приспущених прапорів. На гранях стели розміщені панно — рельєфні зображення на тему війни. На торцевій частині представлена фігура — мати, яка тримає в руках лавровий вінок, перев'язаний золотою стрічкою. Над барельєфом на висоті 4,00 м встановлено металеву зірку ордена «Вітчизняна війна». З правого боку на барельєфі зображено сцену відчайдушної оборони двох бійців: поранений солдат намагається звестись на ноги, в руці тримає гранату. Ззаду його підтримує бойовий побратим, прикритий плащ-наметом. На голові у пораненого воїна пов'язка. Барельєф пофарбовано в чорний колір, окрім погонів та напису «1941-1945», які пофарбовано золотом. З лівого боку на барельєфі відтворено сцену наступу радянських військ на ворожі позиції: командир підрозділу веде в атаку загін червоноармійців, в правій руці стискає кулемет, його погляд спрямований на бійців. Солдати зі зброєю в руках лавою ідуть в атаку, перетинаючи ворожі оборонні лінії, захищені колючим дротом.

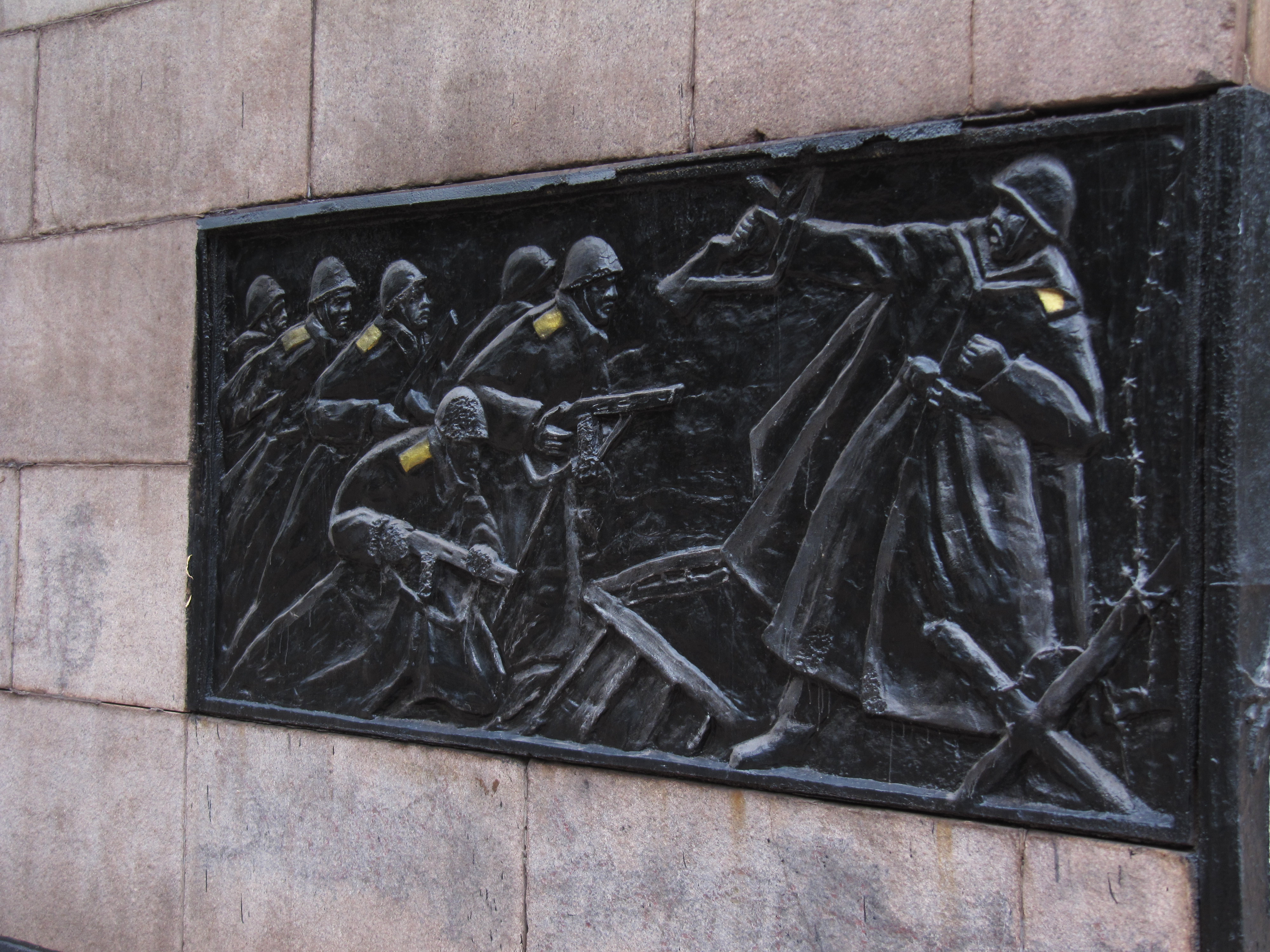
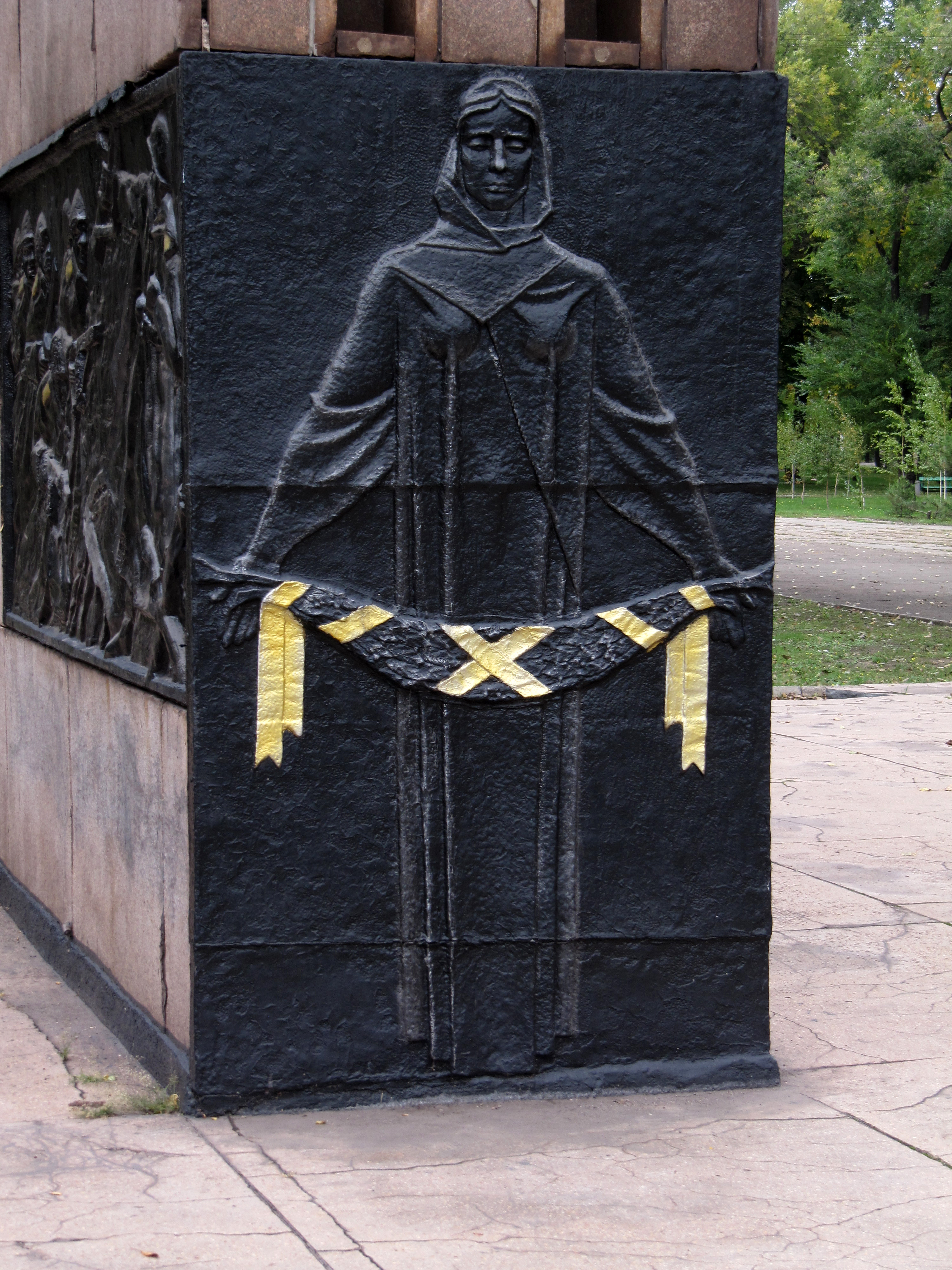
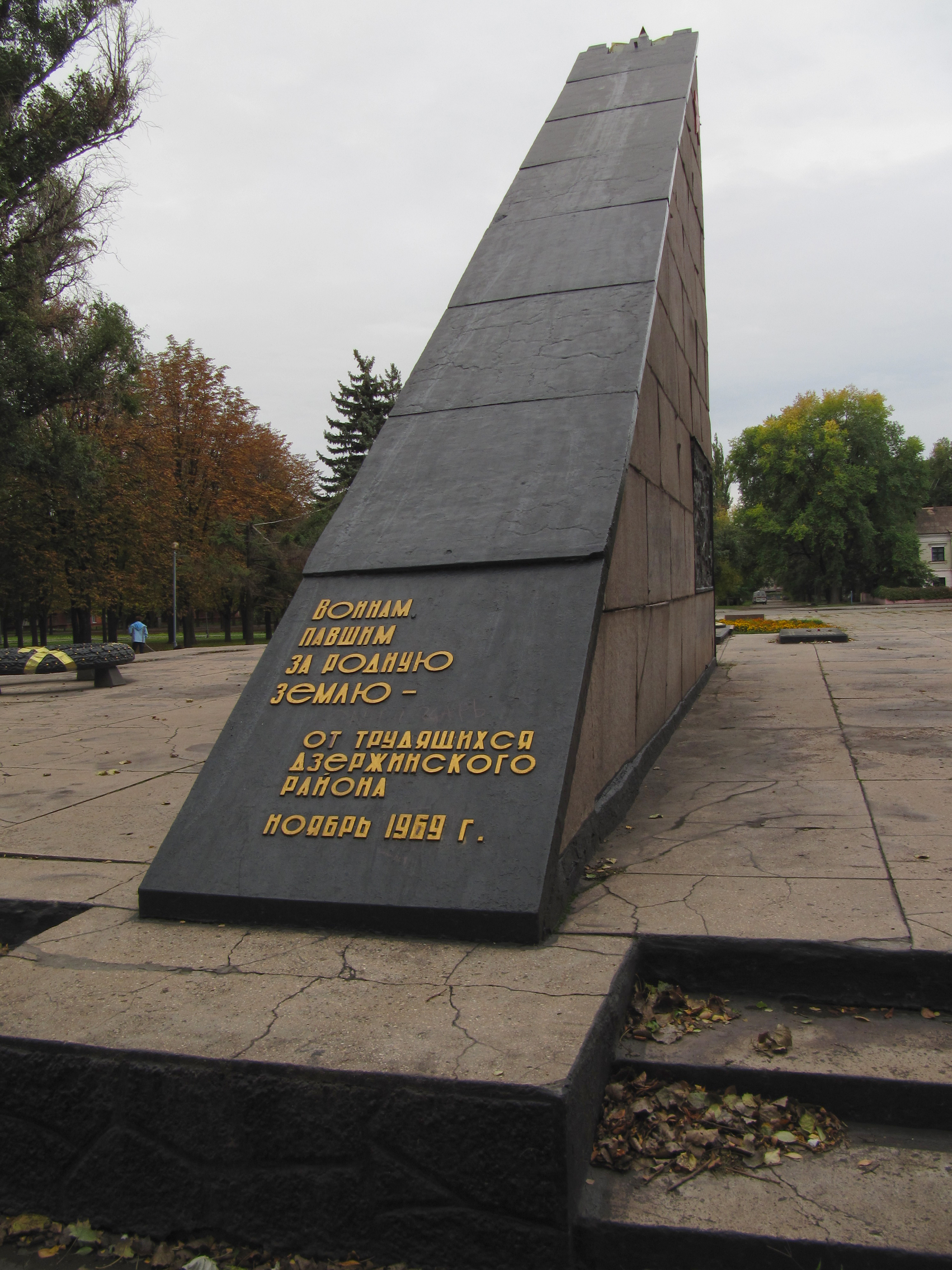

На тильній стороні стели, на нижній плиті нанесено рельєфний напис російською мовою золотистим кольором у вісім рядків: 
```
«Воинам,
павшим
за родную
землю
 
—
от трудящихся
Дзержинского
района
ноябрь 1969 г.».
```

На відстані 3,55 м від пілону розміщено три меморіальні плити. На плитах викарбувано прізвища, імена та по батькові, військові звання 93-ох загиблих радянських військовослужбовців.

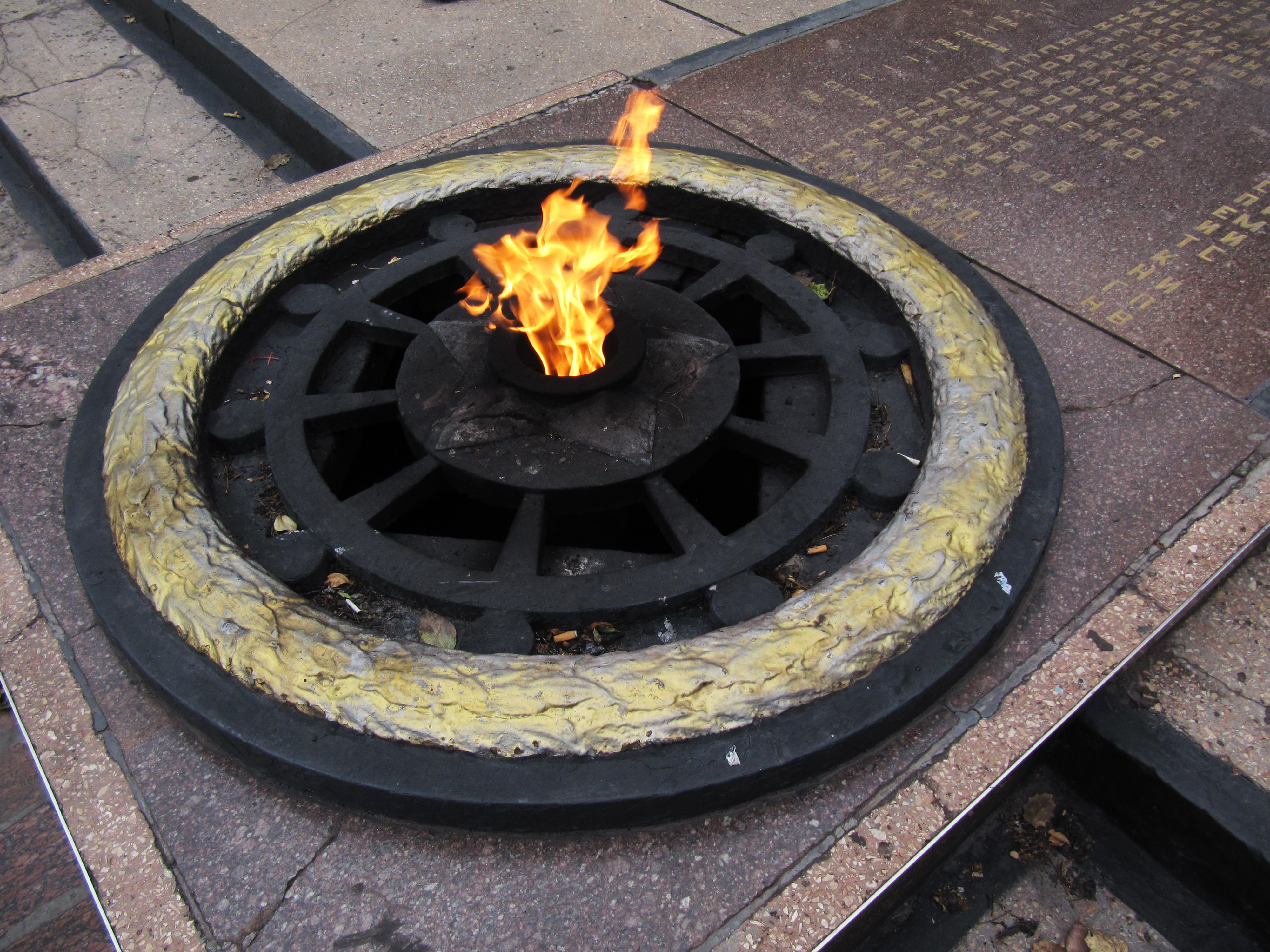

Четверта плита встановлена на межі клумби, яка розташована навпроти пілону на відстані 6,00 м від його основи. На плиті викарбувано напис російською мовою: 
```
«Люди помните лета
дымные запахи.
Тот рассвет 41-го
взорванный залпами.
И в глазах материнских
немое отчаяние.
И солдат, что застыли
в строгом молчании.
Задержитесь у братской
солдатской могилы.
Задержитесь и вспомните
как это было.
И во имя всего,
что ценим и любим,
жизнь отстоявших
помните люди». 
```

Впритул до центральної меморіальної плити розміщено вічний вогонь на прямокутному у плані гранітному блоці.